# Киммерия М. А. Волошина
Историко-культурный, мемориальный музей-заповедник «Киммерия М. А. Волошина» — музей-заповедник, включающий пять музеев в Коктебеле, Феодосии и Старом Крыму.

## История
Заповедник создан в 2000 году и включает в себя пять музеев с общим музейным фондом более 90 тысяч единиц хранения, могилу М. А. Волошина на горе Кучук-Енишары, могилы и надгробия на коктебельском и старокрымском кладбищах, памятный знак на месте руинированного склепа семьи Юнге — основателей дачного поселка Коктебель.
В основе концепции развития заповедника лежит эколого-историко-культурологический принцип, то есть идея существования природы, истории и культуры юго-восточного Крыма как единой объемно-пространственной системы. Геологическое прошлое Киммерии, наполненное следами культур ушедших народов, утверждено сегодня единством исторического пейзажа и его художественного воплощения в творчестве целого ряда художников, литераторов, музыкантов разных поколений.
Создание заповедника было конкретным проявлением социо-культурного аспекта экологии, направленным на сохранение и защиту культурно-исторического пространства, вслед за Гомером названного М. Волошиным Киммерией.

## Объекты музея-заповедника
| Фото | Название                                       | Адрес                                |
|      | Дом-музей Максимилиана Волошина                | пгт. Коктебель, ул. Морская, 43      |
|      | Музей Марины и Анастасии Цветаевых (Феодосия)  | г. Феодосия, ул. В. Коробкова, 13    |
|      | Дом-музей К. Г. Паустовского (Старый Крым)     | г. Старый Крым, ул. Свободы, 17      |
|      | Дом-музей А. Грина (Старый Крым)               | г. Старый Крым, ул. К. Либкнехта, 52 |
|      | Литературно-художественный музей (Старый Крым) | г. Старый Крым, ул. К. Либкнехта, 31 |